# 12:01
12:01 (br: Meia-noite e Um ; pt: 12:01 ) é um filme americano de 1993, do gênero ficção científica humorístico,  com roteiro de Jonathan Heap e direção de Jack Sholder.
É uma adaptação do conto 12:01 PM de Richard Lupoff , publicado na edição de dezembro de 1973 da revista The Magazine of Fantasy & Science Fiction. A história tinha sido previamente adaptada em um curta-metragem de mesmo nome de 1990, estrelado por Kurtwood Smith. Curiosamente foi lançado no mesmo ano de Groundhog Day, famoso filme estrelado por Bill Murray cujo personagem também vivencia um looping do tempo.

## Enredo
Após ser atingido por um raio, o personagem principal do filme passa a vivenciar um looping do tempo sendo que o dia anterior se repete indefinidamente. Durante o desenvolvimento do filme, tenta salvar a vida de uma cientista e, vai aos poucos desvendando a causa do fenômeno.

## Elenco
- Jonathan Silverman ... Barry Thomas
- Helen Slater ... Lisa Fredericks
- Nicolas Surovy ... Robert Denk
- Robin Bartlett ... Anne Jackson
- Jeremy Piven ... Howard Richter
- Constance Marie ... Joan Zevo
- Glenn Morshower ... detetive Cryers
- Martin Landau ... Dr. Thadius Moxley
- Paxton Whitehead ... Dr. Tiberius Scott
- Cheryl Anderson ... supervisor
- Giuseppe Andrews ... Kyle (como Joey Andrews)
- Frank Collison ... assassino
- Ed Crick ... detetive
- Jonathan Emerson ... Ted Fallow
- Drew Gehl ... guarda noturno